# Котсис, Александр
Александр Ко́тсис (пол. Aleksander Kotsis; 30 мая 1836, Краков — 7 августа 1877, там же) — польский художник-реалист.

## Жизнь и творчество
Вырос недалеко от Кракова, где у его семьи была небольшая ферма. С семьёй переехал в Краков в 1846 году. С1850 года учился в краковской Академии изящных искусств у художников Войцеха Статлера и Владислава Лужкевича. В 1857 году он начал выставляться вместе с Обществом любителей изящных искусств. В 1860 году уезжает в Вену для продолжения образования в местной академии, где он обучается у Фердинанда Георга Вальдмюллера. Получив стипендию в 1866 году, он переехал в Варшаву, затем в Париж в 1867 году, а затем в Брюссель. После окончания учёбы художник возвращается в Краков. Вернувшись домой, он основал студию и постоянно работал. Для написания пейзажей выезжает в горы — в Подкарпатье и Татры. К кругу друзей А.Котсиса принадлежали такие мастера, как Ян Матейко, Анджей Грабовский, Артур Гротгер.
Наибольший интерес у художника вызывали портретная и жанровая живопись, а также пейзажи.

## Избранные полотна
- Внутри избы, Краков, Народный музей Суккеницы
- Портрет Яна Завейского, 1870, Краков, Народный музей Суккеницы
- Головы двух девушек, Краков, Суккеницы
- Портрет Габера, Краков, Суккеницы
- Автопортрет, Краков, Суккеницы
- Портрет неизвестной женщины, Краков, Суккеницы
- Портрет художницы Жозефины Гепперт, Краков, Суккеницы
- Цыгане, Краков, Суккеницы
- Татарский пейзаж, Краков, Суккеницы
- Заход солнца, косарь, 1864, Краков, Суккенице
- Аллегория года 1861, 1864, Краков, Суккенице
- Выезд ксендза Бжузки из Лукова, 1864, Краков, Суккенице
- Механик, 1865
- Погорельцы из Вишницы, 1868
- Последняя скотинка, 1870, Варшава, Народный музей
- В кабаке, 1870, Львов, Городская галерея
- Лето, 1872
- Девочка с куклой, 1873, Варшава, Народный музей
- Дети в лесу, 1873, Познань, Народный музей
- Дети перед хатой, 1872, Варшава, Народный музей
- Смерть матери, 1868, Львов, Городская галерея
- Сирота, Краков, Суккеницы
- Рыжеволосая, 1870, Лодзь, Музей искусств

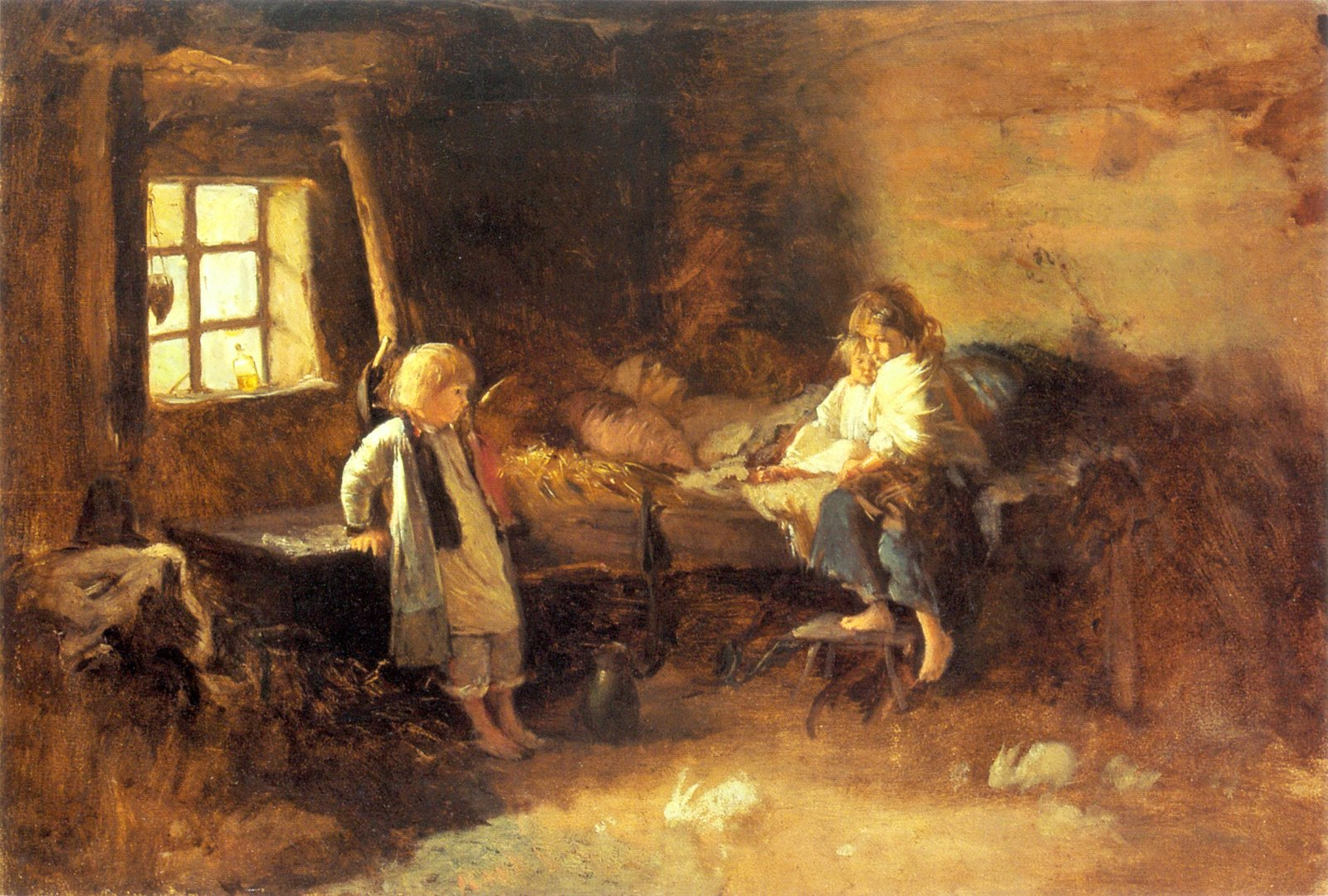
Смерть матери. 1868
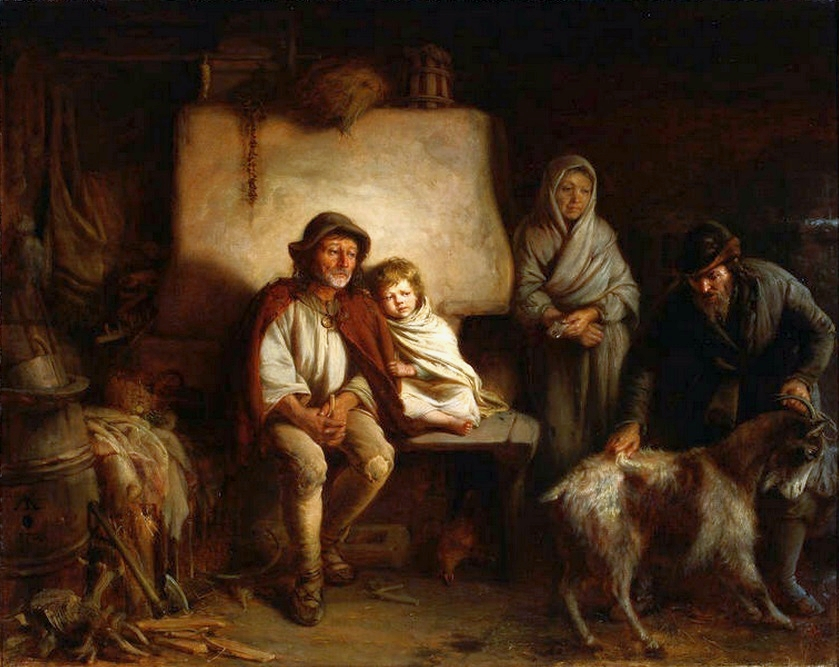
Последняя скотинка. 1870
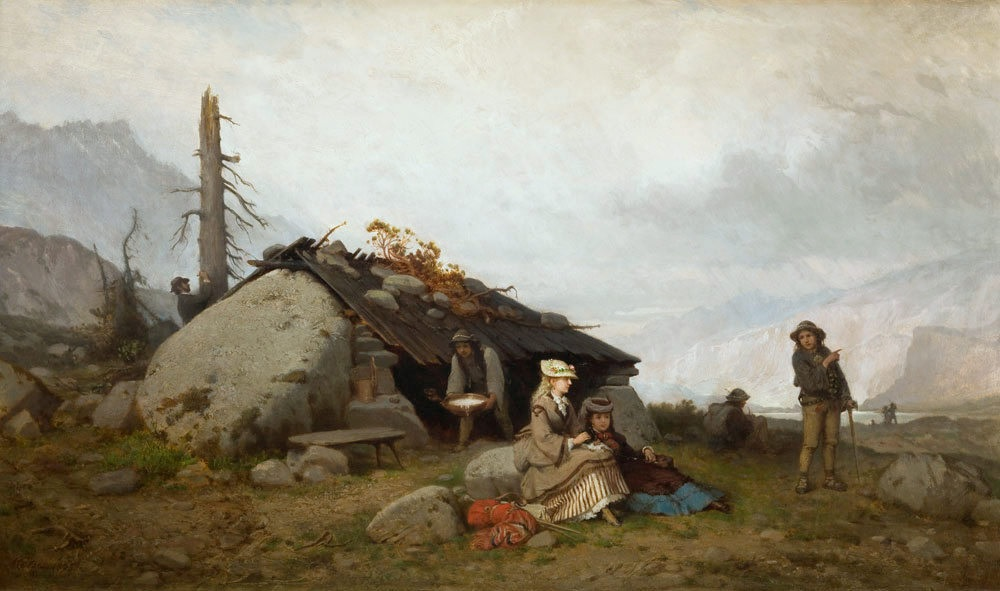
Поездка в Татры. 1873
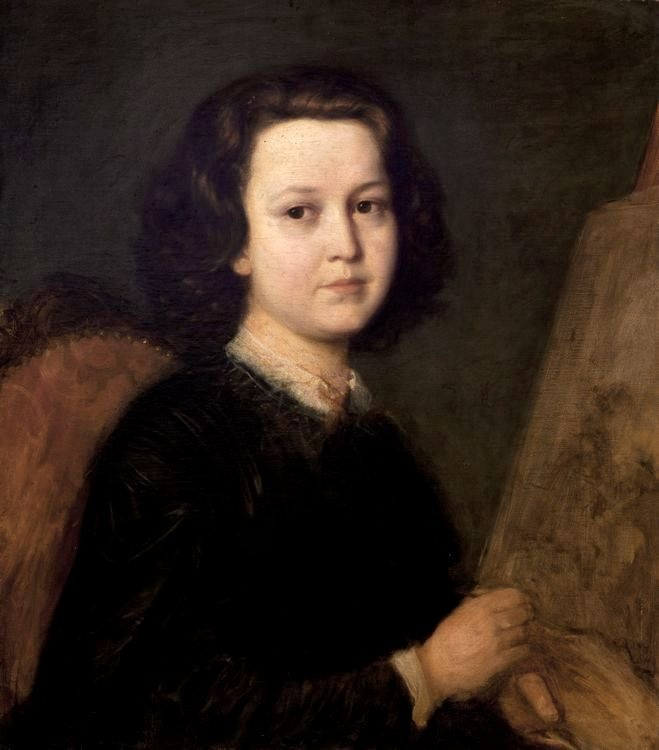
Портрет художницы Жозефины Гепперт. 1870